# Ely (Cambridgeshire)
Ely é uma cidade catedral no condado de Cambridgeshire, localizada na região Leste da Inglaterra, 23 quilômetros ao norte-norte-leste de Cambridge e cerca de 129 quilômetros por estrada até Londres.